# Hochrheinschifffahrt
Die Hochrheinschifffahrt  war der kommerzielle Schiffsverkehr zwischen dem Bodensee und Basel vom 11. bis Mitte des 19. Jahrhunderts.

## Frühe Geschichte
Der Hochrhein wurde bereits in vorrömischer Zeit befahren. In der römischen Epoche fuhren Schiffe der Classis Germanica auf dem Flussabschnitt. Die militärische Bedeutung des Flussabschnitts war hingegen zeitweise bedeutender als die wirtschaftliche. Wegen des Zerfalls des Verkehrsnetzes nach dem Untergang des Römischen Reichs erlangte der Hochrhein als Verkehrsstraße erst in karolingischer Zeit mit den neu entstandenen Klöstern neue Bedeutung.

Collection Gugelmann: Schiffe bei Stein am Rhein (Anfang 19. Jh.)

Die im Mittelalter wieder aufgenommene Schifffahrt auf dem Hochrhein geht zurück bis in das 11. Jahrhundert. Sie reichte von Konstanz bis Schaffhausen und unterhalb des Rheinfalls bis zur Hüninger Kapelle unterhalb von Basel. Schaffhausen entwickelte sich nach seiner Gründung 1045 wegen des Rheinfalls als einem unüberwindlichen Hindernis schnell zu einem wichtigen Stapel- und Umschlagplatz für auf dem Fluss transportierte Waren, insbesondere für Salz. Die Waren wurden oberhalb des Rheinfalls vom Bodensee her angeliefert und unterhalb auf dem Rhein flussabwärts weitertransportiert.
Graf Rudolf IV. von Habsburg-Laufenburg erteilte 1372 italienischen Kaufleuten einen Geleitbrief für den Weg auf dem Rhein bis Laufenburg. Tarifdokumente von 1401 belegen, dass der Hochrhein von Schiffen aus Schaffhausen, Bern, Fribourg, Zürich und Luzern befahren wurde. Vor allem in Laufenburg entwickelte sich der Schiffsverkehr wegen der Laufen und des notwendigen Transports der Waren über Land an ihr vorbei sowie des Durchseilens der Schiffe zu einer bedeutenden Einnahmequelle.

## Waren- und Personentransport
Aus dem Jahr 1530 ist durch Zolldokumente belegt, dass auf dem Hochrhein hauptsächlich Frachtschiffe aus Schaffhausen und Zürich fuhren. Sie hatten vielfältige Ladung, darunter Stahl, Eisen, Vieh, Häute, Salz, Käse, Wolle, Südwein (Malvasier, Muskateller), ferner Seide und Perlen für Kaufleute aus Mailand und Venedig. Auch Personen wurden befördert, darunter bevorzugt Besucher des Kurorts Baden in der Schweiz sowie der Zurzacher Messe. 1784 kenterte in Waldshut ein Weidling, dabei ertranken 40 Personen. Auf Aare und Hochrhein verkehrten Schiffe bis maximal 50 Tonnen.

## Schifferzünfte
Eine Reihe von Schifferzünften hatte wirtschaftliche Vorteile durch den Schiffsverkehr auf dem Hochrhein. Das waren von Konstanz bis Schaffhausen die Konstanzer Schifferzunft (Oberwasserschifffahrt). Unterhalb des Rheinfalls bis Zurzach waren die Schaffhauser Schiffer zuständig für die Niederwasserschifffahrt. Die Koblenzer Stüdler übernahmen bis zur Aaremündung. Sie zogen die Schiffe, die von der Aare aus der Innerschweiz kamen, an Seilen durch den Koblenzer Laufen bis 1858 stromaufwärts nach Zurzach. Die Laufenburger Laufenknechte hatten die vertraglichen Rechte für den Rheinverkehr bis zur Rheinbrücke Säckingen. Von dort bis zur Hüninger Kapelle bei Basel übten die Rheingenossen das Recht für Schifffahrt und Fischerei aus. Sie waren streng organisiert und hatten eine eigene Gerichtsbarkeit, die ihnen von Kaiser Maximilian I. 1519 und von Kaiserin Maria Theresia 1767 erneut bestätigt war. 1808 wurden die Rechte der Rheingenossen an dem neu 1801 entstandenen Grenzfluss in einem Bund des Großherzogtums Baden mit der Schweiz letztmals besiegelt.

## Monopolstellung der Laufenburger Laufenknechte und Karrer

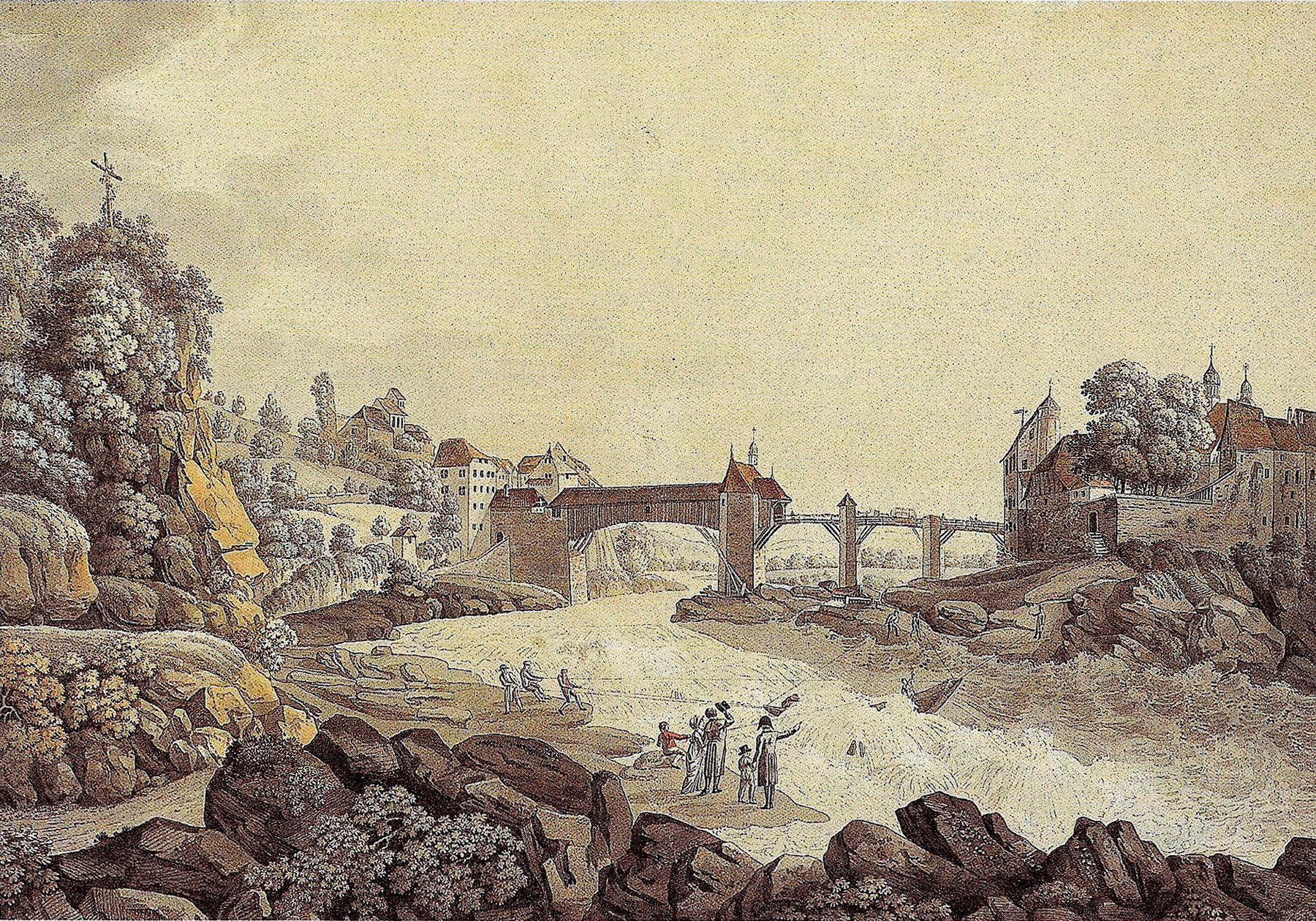
Durchseilen eines Schiffes an beiden Rheinufern durch den Laufen bei Laufenburg (1785)

Die Schifffahrt entwickelte sich in Laufenburg wegen des Flusshindernisses mehr als an anderen Orten zu einer beachtlichen Einnahmequelle für die dortige Zunft der Laufenknechte und Karrer. Auf die Hilfe der erfahrenen Männer war die Schifffahrt angewiesen, so dass diese eine Monopolstellung auf dem Hochrhein erlangten. Die Laufenknechte seilten die oberhalb des Laufens entladenen Schiffe von beiden Ufern aus an Seilen mit bis zu je 15 Männern durch die Stromschnelle und die Felsen hindurch. Die Waren selbst wurden in Laufenburg durch die Karrer auf dem Landweg über den Berg transportiert. Bei Hochwasser wurden auch die Schiffe selbst um den Laufen herum auf der Straße transportiert, ebenfalls von den Karrern. Diesen Vorgang nannte man reiten. Auch die Rechte und Gebühren der Karrer waren dauerhaft vertraglich geregelt (Karrerordnung). Den Laufenknechten stand das Recht zu, die Schiffe stromabwärts zu erwerben und weiter zu fahren und dann in Basel oder Straßburg wieder zu verkaufen. Mit den Laufenknechten wurde die Laufenknechtsordnung über die Jahrhunderte wiederholt erneuert. Mit dem Rat von Laufenburg existierte 1451 ein Vertrag der Schiffleute aus Bern, Luzern, Zürich und anderen Orten zum Durchseilen der Schiffe auf dem Rhein. Zu Zeiten der Zurzacher Messe beklagten 1575 Zürcher Schiffleute, dass kein anderes Schiff während der Messezeit den Rhein hinunterfahren durfte, da sich die Laufenknechte ausschließlich den Messeschiffen widmen mussten. Der Höhepunkt des Schiffsverkehrs wurde mit dem Beginn der Neuzeit um 1500 erreicht.

## Ende des Schiffsverkehrs
Zu Anfang des 19. Jahrhunderts waren die Landstraßen so weit verbessert, dass der Schiffsverkehr auf dem Hochrhein signifikant zurückging. Der Einzug des Hochrhein-Schienenverkehrs leitete um die Mitte des 19. Jahrhunderts den endgültigen Niedergang der mit dem Schiffsverkehr und der Hochrheinflößerei verbundenen Zünfte ein. Zwischen 1841 und 1851 fuhren nur noch 19 Schiffe in Laufenburg stromabwärts. 1889 hob man die Vorrechte der Flößer auf und gab die Flößerei frei. Die Schifffahrt war zu diesem Zeitpunkt bereits zum Erliegen gekommen. Beim Bau des Wasserkraftwerks Rheinfelden wurde ab 1895 der Rhein aufgestaut, ohne eine Schleusenanlage anzulegen. Nach 1908 wurde der Laufen bei Laufenburg gesprengt, um das Kraftwerk Laufenburg zu errichten. Die 30 Meter lange Schleuse ist nur für Kleinschifffahrt ausgelegt.

## Ideen zur Schiffbarmachung des Hochrheins im 20. Jahrhundert

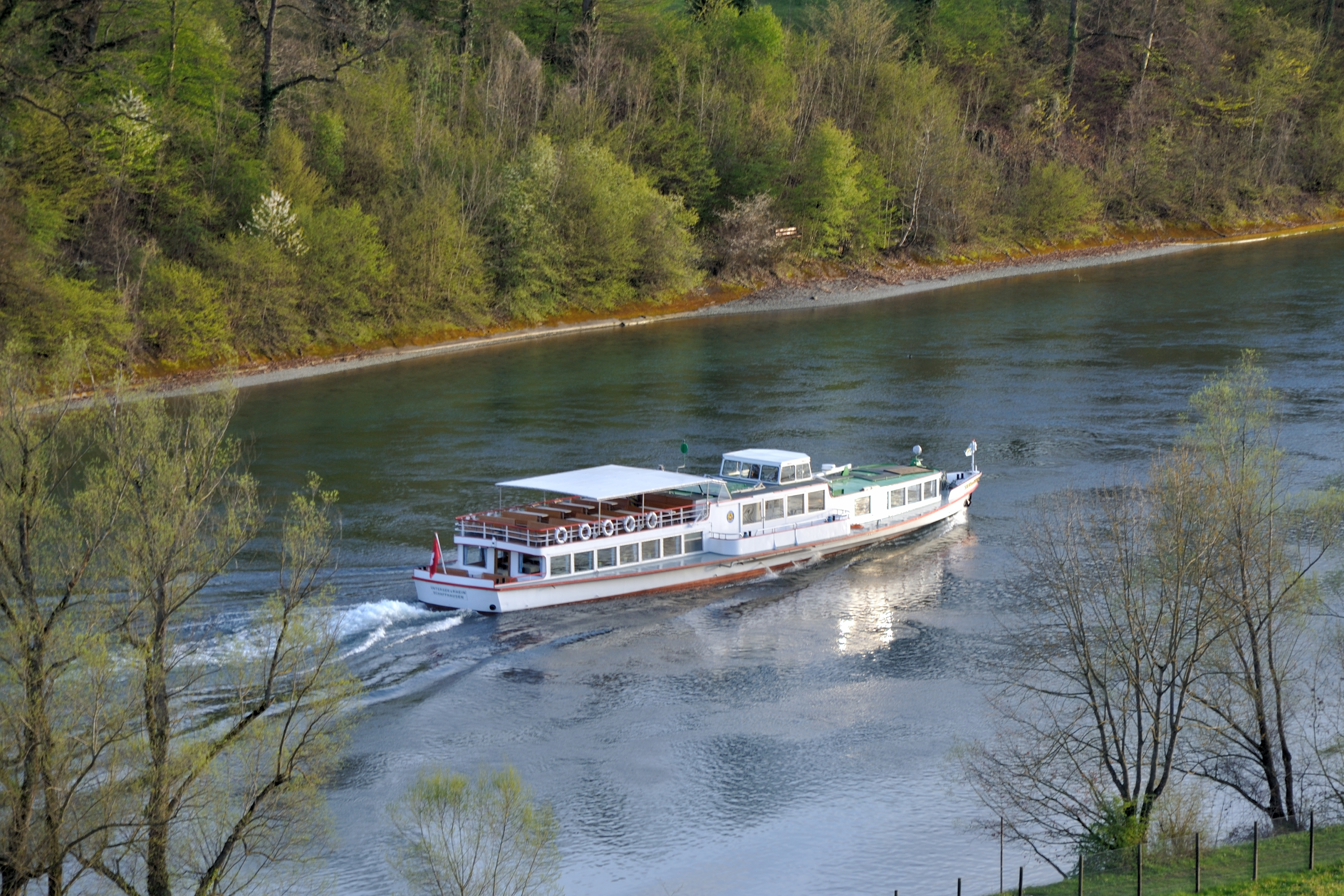
Personenschiff auf dem Hochrhein bei Dörflingen

Zu Beginn des 20. Jahrhunderts gab es Bestrebungen, den Hochrhein für Großschiffe schiffbar zu machen. Um diese Zeit wurden in Deutschland neuen Kanäle wie der Dortmund-Ems-Kanal und der Rhein-Herne-Kanal in Betrieb genommen. Der Schweizer Ingenieur Rudolf Gelpke veröffentlichte 1902 den Vorschlag zur Verlängerung der Rheinschifffahrt von Straßburg nach Basel. 1907 fuhr er mit einem Schraubendampfer von Basel nach Rheinfelden, um für sein Projekt der Schiffbarmachung des Hochrheins Reklame zu machen. Er fand Unterstützung von Deutschen und Schweizer Behörden und der Geschäftswelt. Grundlegend für Gelpes Vorschlag war die Verbindung von Wasserstraße und Elektrizitätserzeugung. Für die Wasserkraftwerke benötigte man entsprechende Stauwehre, die die Stromschnellen überstauen können. Der Schaffhauser Rheinfall und das flussaufwärts gelegene Kraftwerk sollten mit Tunneln umfahren werden.
1929 hielten die Schweiz und Deutschland vertraglich fest, dass „die Ausführung eines Großschifffahrtsweges auf dem Hochrhein von Basel bis zum Bodensee zu erstreben ist …“. In den 1950er Jahren existierten Pläne für eine moderne Schiffbarmachung des Hochrheins. Man griff die Ideen von Rudolf Gelpke auf. Die neuen Vorhaben der „Schweizerisch-Deutschen Technischen Kommission für die Schiffbarmachung des Hochrheins“ im „Projekt 1961“ schlossen die Umgehung des Rheinfalls durch Schleusen und einen linksrheinischen Tunnel ebenso ein wie die Umgehung oder den Neubau bestehender Flusskraftwerke. Schiffe bis 1350 t Tragfähigkeit und 80 Meter Länge, im Ausnahmefall bis 2000 t, sollten den Flussabschnitt befahren können. Die Projektkosten waren mit 527 Millionen Schweizer Franken veranschlagt. Gegen das Vorhaben wuchsen massive Widerstände in der Bevölkerung beider angrenzenden Staaten, aber auch seitens der deutschen und Schweizer Bahngesellschaften, die Einnahmeeinbußen befürchteten, so dass es aufgegeben werden musste.
In jüngerer Zeit werden zu touristischen Zwecken verschiedene Strecken auf dem Hochrhein im Sommer für den Personenverkehr befahren, so beispielsweise zwischen Kreuzlingen und Schaffhausen durch die Schweizerische Schifffahrtsgesellschaft Untersee und Rhein, in Waldshut-Tiengen oder in Laufenburg und Bad Säckingen. Für die Freizeitschifffahrt bestehen heute an den Kraftwerksstufen Bootsschleppen. Eine umfassende Übersicht gibt die Liste der Anlegestellen am Hochrhein.
Zwischen dem Rheinhafen Rheinfelden und Basel ist der Hochrhein über die Schleusen beim Kraftwerk Birsfelden sowie bei der Staustufe Augst/Wyhlen für große Frachtschiffe befahrbar.